# Vijfteendwergspringmuis
De vijfteendwergspringmuis (Cardiocranius paradoxus)  is een zoogdier uit de familie van de jerboa's (Dipodidae). De wetenschappelijke naam van de soort werd voor het eerst geldig gepubliceerd door Konstantin A. Satoenin in 1903.

## Voorkomen
De soort komt voor in China, Kazachstan, Mongolië en Rusland.